# Cruces
Cruces là một đô thị ở tỉnh Cienfuegos, Cuba. Đô thị này có vườn quốc gia Mal Tiempo.
Thị xã được lập năm 1852 với tên gọi Sabana de Ibarra. Tuyến đường ray đã đến thị xã năm 1855.
Đô thị này được chia thành các phường (barrio) Estrada Palma, Mal Tiempo, Marta và Monte Cristo. Có 5 nhà máy đường gần Cruces, với tên truyền thống: San Francisco, Andreita, Santa Catalina, Caracas và Hormiguero.

## Thông tin nhân khẩu
Năm 2004, đô thị Cruces có dân số 32.139 người. Diện tích là 198 km² (76,4 mi²), với mật độ dân số là 162,3người/km² (420,4người/sq mi).